# Биотит
Биотитът е широко разпространена магнезиево-желязна слюда от клас силикати. Получава името се през 1847 година в чест на френския физик, астроном и математик от XIX век Жан-Батист Био, изучавал оптичните свойства на слюдите. По състав е междинен минерал между чисто магнезиевите и чисто железните слюди. Химичната формула на биотита и някои негови разновидности е K(Mg,Fe)3[AlSi3O10](OH,F)2.

## Морфология
Биотитът е с разнообразен произход, но по правило е ендогенен минерал, главен скалообразуващ компонент на много магмени скали. Образува се при кристализация на магмата и влиза в състава както на интрузивните скали като гранити, сиенити, диорити, така и при екструзивните липарити и трахити. Образуван при високо налягане се среща и при някои метаморфни скали като гнайси и слюдени шисти. По-рядко се среща в пегматитови жили, но там са намерени най-големите кристали биотит. Може да се получи и в резултат на химични промени на амфибола и авгита. В магмените скали се образува по-късно от останалите силикати, но ако концентрацията на калия и водата е висока, той може да кристализира и преди тях. Съставът му в скалите се колебае в зависимост от техния химизъм. Температурата му на кристализация варира между 500° и 600 °С.
При изветряне и хидратиране минералът губи стъкления си блясък, характерната цепителност и еластичност, променя твърдостта и специфичното си тегло, а цветът му изсветлява. Губи калия си, който се замества с водни молекули. Ферокатионите (с валентност 2+) в състава му се окисляват до ферикатиони (с валентност 3+), като успоредно с това намалява и съдържанието на магнезий. Този процес протича и при хидротермални условия и води до образуването първо на хидробиотит, след това на вермикулит и накрая на каолинит, като при тази метаморфоза цветът на минерала се променя от почти черен до златистожълт. Такива променени биотити са познати под името рубелан или „котешко злато“, а самият природен процес се нарича баумеризация.
При допълнително химично изветряне биотитът се разлага напълно, образувайки хидрооксиди на желязото и глинести минерали. В процеса на механично изветряне се отнася от течащи води към морските басейни. Там, подложен на влиянието на солената вода, се отлага във вид на глауконит.
В гранитоидите и пегматитите съпътстващите минерали обикновено са фелдшпат, кварц, гранат, мусковит; в кварцитите – андалузит, кордиерит, ставролит, амфибол; в гнайси и шисти — плагиоклаз, кварц, мусковит, дистен, силиманит и други.

## Структура
Структурата на биотита е моноклинно-призматична. В кристалната решетка силициево-кислородните тетраедри са групирани в хексагонални пръстени, подредени в слоеве. Поради това биотитът има съвършена цепителност и лесно се разделя на тънките еластични и гъвкави листове.
Обикновено се среща във вид на псевдохексагонални кристали, оформени като плочи, неправилни люспи или люспести агрегати. В съответствие с планарния тип структура на минерала, кристалите се изменят от тънкоплочести до призматични. Призматичните се срещат доста по-рядко и са образувани при бърза кристализация и високо пресищане. В пегматити като тези в Гренландия и Скандинавия са намерени огромни биотитовите кристали с размери до около 7 m2.

## Разновидности
През 1998 година Комисията за номенклатура и класификация към Международната минералогическа асоциация премахва статута на биотита като отделен видов минерал и приема името като наименование на група богати на желязо слюди, включваща следните индивидуални членове: флогопит, анит, сидерофилит и ийстонит. В литературата и между колекционерите обаче биотитът все още остава с традиционното си име и рядко се прави разграничение между членовете на групата, с изключение на флогопита. Понякога името се използва и за всички слюди с тъмен цвят.
Тъй като съставът на оксидите на различните химични елементи в биотита, съотношението между тях и наличието на множество примеси са твърде разнообразни, той формира доста разновидности:
- Аномит – биотит, чиято равнина на оптичните оси е перпендикулярна на (010)[2]
- Бариобиотит – със съдържание на барий[8]
- Воданит[8]
- Ийстонит – черен биотит, носещ името си от Easton, Пенсилвания.[6]
- Лепидомелан – черен биотит, богат на желязо. Името му произлиза от гръцките лепис (λεπίς) – люспа и мелас (μέλας) – черен.[2]
- Литиев биотит – съдържа литий[8]
- Манганофилит – биотит, съдържащ около 18% MnO[2]
- Мероксен – Нормален, беден на желязо биотит, с равнина на оптичните оси успоредна на (010). Среща се на Везувий заедно с авгит и левцит. Името идва от гръцката дума ξένος — чужд.[2][9]
- Монрепит[8]
- Натронбиотит – съдържа натрий вместо калий[2]
- Оксибиотит – споменат в списанието „Mineralogical Magazine“ от 1972 година, като не е включен официално в разновидностите на биотита.[6]
- Оксилепидомелан — биотит във вулканичните скали, който съдържа значително количество ферижелязо.[2]
- Рубелан – Кафяв до керемиденочервен биотит, загубил калия си, който е заместен от водни молекули. Среща се в ефузивни скални породи.[2][5][10]
- Тетраферибиотит[8]
- Титанбиотит – Само във вулканични скали, съдържа титан, достигащ до 12% при воданита.[2][6]
- Хромбиотит – съдържа хром[8]
- Цезиев биотит – съдържа цезий[8]

## Химичен състав и свойства
Химичният състав на биотита е силно променлив, което е причината и за многобройните му разновидности. Минералът съдържа:
- калиев оксид (K2O) – 4,5-8,5%
- магнезиев оксид (MgO) – 0,3-28%
- железен оксид (FeO) – 2,8-27,5%
- железен оксид (Fe2O3) – 0,3-20,5%
- алуминиев оксид (Al2O3) – 9,5-31,5%
- силициев диоксид (SiO2) – 33-45%
- вода (H2O) – 6-11,5%
- примеси – оксиди на титана, натрия, лития, мангана, бария, стронция и цезия

Биотитът лесно се разтваря от концентрирана сярна киселина. В пламъка на свещта бързо започва да се топи по ръбовете. Под въздействие на атмосферните влияния се изменя, превръщайки се в зелен хлорит или безцветен до почти безцветен мусковит.

## Физични свойства
- Твърдост по скалата на Моос – 2,5-3[2]
- Плътност – 2,7 g/cm3[4]
- Относително тегло – 2,8-3,2, което се увеличава с увеличение на съдържанието на желязо.[2]
- Молекулно тегло — 433,53 g[11]
- Цепителност – съвършена по (001). Понякога показва относителност по (001) и (110) съответстваща на посоката на удар, като по-дългите лъчи отговарят на посоката (010)[2]
- Лом – неравен[11]
- Еластичност – еластичен, гъвкав, разделя се на тънки листа[2]
- Кристално сдвояване – често по [310], по-рядко по {001}[12]

## Оптични свойства
- Цвят – черен, тъмнозелен, тъмнокафяв със силен плеохроизъм. Тъмните цветове се появяват в посока на цепителните плоскости. Перпендикулярно на тях цветът е бледожълт до безцветен.[2][10]
- Плеохроизъм – силен. По Х – сивожълт, жълтокафяв, жълт, червеникав. По Y=Z – тъмнозелен, тъмнокафяв, тъмно кафявочервен до черен[12]
- Цвят на чертата – бял, а при някои разновидности — сивозелен[5][10]
- Прозрачност – в тънки пластини – прозрачен, в по-плътни – непрозрачен, просветляващ в краищата.[10]
- Блясък – бисерен до стъклен; метален при изветрени повърхности[10][11]
- Оптичен клас – биаксиален (-)[12]
- Оптична ориентация – Y = b, X^c = 0°-3°, Z^a = 0°-9°, оптична равнина (010)[12][13]
- Оптична дисперсия – При по-високо съдържание на желязо — r<v, при по-високо съдържание на магнезий — r>v[12]
- Показател на пречупване — nα =1,522-1,625; nβ =1,548-1,672; nγ =,549-1,696[13]
- Максимално двойно лъчепречупване – δ = 0,03–0,07[12]
- Луминесценция – няма[12]
- Флуоресценция — няма[12]

## Кристалографски свойства
- Кристална структура – моноклинно-призматична, псевдохексагонална, слоиста решетка[2][10][11]
- Пространствена група — C 2/m[12]
- Клас на симетрия — моноклинна – 2/m и β=100°[10]
- Сингония – моноклинна[2]
- Кристален хабитус — псевдохексагонални призми или ламелни плочи без кристален контур.[13]
- Параметри на елементарната клетка – a = 5,3Å; b = 9,2Å; c = 10,2Å; Z = 2[12]

## Други характеристики
- Клас – силикати[2]
- Група – слюди[2]
- IMA статус – названието за вида отпада през 1998-1999 година, като се препоръчва да се използва за цялата група богати на желязо слюди.[6]
- Свързани минерали – кварц, фелдшпат, мусковит, авгит, амфибол, ортоклаз, албит, алмандин[7]
- Произход на името – 1847 година по името на френския физик Жан-Батист Био[2]
- Особености – топи се на пламъка на свещ[10]

## Находища
Биотитът се намира в изобилие в световен мащаб, но колекционерските екземпляри не са чести и идват от няколко пункта. Интересни и красиви образци се намират в пегматити в Русия, Гренландия, Бразилия и Скандинавия. В Скандинавия, главно в Норвегия се срещат биотити с огромни размери, чиято площ достига до 7 m2. Великолепни екземпляри на кристали се намират в Италия, сред продуктите на изригвания на Везувий, както и в долината Вал ди Фаса, провинция Тренто. Интерес представляват и кристалите от немската планина Айфел, областта около град Порто в Северозападна Португалия и провинция Бенго в Ангола.

## Употреба
Няма широко промишлено приложение, но има голямо научно значение, тъй като позволява да се съди за условията, при които са образувани различните скални породи, съдържащи биотит. Чрез аргоновия и стронциевия методи се използва за определяне на абсолютната възраст на скалите.
Рядко се среща в колекции, тъй като е разпространен по целия свят. Все пак интерес за колекционерите представляват необичайно големите листове. Почистването на биотита става много трудно, защото лесно абсорбира вода и започва да се разпада. Най-добрият начин за почистването му, както и на останалите слюди, е със суха електрическа четка за зъби.
Биотитът се обогатява посредством гравитационни, магнитни или флотационни методи. Използва се в производството на смазочни материали, бронзови и топлоустойчиви оцветители, електроизолационни материали, декоративни цименти, в оптическото приборостроене и други.